# Римське капріччо. Пантеон та інші споруди
Римське капріччо. Пантеон та інші споруди (англ. Roman Capriccio: The Pantheon and Other Monuments) — фантазійна картина, котру створив італійський художник Джованні Паоло Паніні (1691—1765).

## Опис твору
Джованні Паоло Паніні походив з міста П'яченца. Він рано виявив художні здібності і потрапив у художню майстерню Джузеппе Наталі.
Опанувавши малюнок, він перейшов на стажування до театрального декоратора Франческо Галлі-Бібієна. Адже це обіцяло фінансову забезпеченість та художню славу, позаяк театр був у ту пору мав шалену популярність у суспільстві.
Картина «Римське капріччо» створена у пізній період творчості, але композиційно тісно пов'язана із створенням тогочасних театральних декорацій. Найбільш ефектна споруда розташована майже у центрі, хоча і відсунута художником на задній план. Дві споруди облямовують центр, праворуч — це фасад давньоримського театру Марцелла, розташованого у Римі. Театр був поруйнований, а його середина давно забудована. Паніні подав у картині невеликий фрагмент фасаду театру, прибравши всі ознаки руйнування, ніби створивши його художню реконструкцію. Паніні, незважаючи на театралізацію композиції, доволі реалістично відтворив давньоримські споруди. У театральних декораціях з архітектурою італійці давали собі волю у прагненні створити видовище пишне, ефектне і нереалістичне.
Споруди, подані у картині, розташовані у різних місцях і на далекій відстані один від одного у реальності (Пантеон, храм Адріана, храм Вести, Театр Марцелла). У картині Паніні вони сусідують і утворюють оточення площі ніби для акторів, де також розташовані обеліск фараона Тутмоса ІІІ та кінний монумент давньоримського імператора Марка Аврелія. Площа просто закидана уламками давньоримських споруд, серед котрих вільно себе почувають італійські селяни, заклопотані дрібними, побутовими справами.

## Побутування картини (провенанс)
Картина "Римське капріччо. Пантеон та інші споруди " була передана у Музей мистецтв Індіанаполіса 1950 року. Разом із нею була передня також картина Паніні «Колізей на інші споруди». Володарка творів пані Ліла Елисон Ліллі передала картини в пам'ять свого чоловіка.